# La Mesa, Tlalpujahua
La Mesa är en ort i Mexiko.   Den ligger i kommunen Tlalpujahua och delstaten Michoacán de Ocampo, i den sydöstra delen av landet, 110 km väster om huvudstaden Mexico City. La Mesa ligger 2 940 meter över havet och antalet invånare är 787.
Terrängen runt La Mesa är huvudsakligen kuperad. La Mesa ligger uppe på en höjd. Runt La Mesa är det ganska tätbefolkat, med 179 invånare per kvadratkilometer. Närmaste större samhälle är El Oro de Hidalgo, 3,7 km nordost om La Mesa. Trakten runt La Mesa består till största delen av jordbruksmark.